# اساسنامه حزب کمونیست چین
اساسنامه حزب کمونیست چین (به چینی: 中国共产党章程) سند اصلی و آیین‌نامه حزب کمونیست چین است و دارای ۵۳ ماده می‌باشد. محتوای آن به تشریح برنامه حزب و همچنین ساختار سازمانی و نمادهای حزبی آن می‌پردازد و محنصراً کنگره ملی حزب کمونیست چین قادر به اصلاح آن است.

## پیشینه
اساسنامه فعلی حزب کمونیست چین در دوازدهمین کنگره ملی حزب کمونیست چین در سپتامبر ۱۹۸۲ به تصویب رسید. با توجه به تغییر وضعیت و وظایف، در برخی از ماده‌های سیزدهمین کنگره ملی در نوامبر ۱۹۸۷ و در برنامه عمومی و برخی از ماده‌های چهاردهمین کنگره ملی در اکتبر ۱۹۹۲ تجدید نظرهایی صورت گرفت و و چند بازنگری در برنامه عمومی در شانزدهمین کنگره ملی حزب کمونیست چین در نوامبر ۲۰۰۲ انجام شد.
در مارس ۲۰۰۴، سه تخصیص در اساسنامه نوشته شد. تغییرات و اضافات جدیدی در نوزدهمین کنگره ملی حزب کمونیست چین در اکتبر ۲۰۱۷ و در بیستمین کنگره ملی آن در اکتبر ۲۰۲۰ ایجاد شد.

## مفاد
اساسنامه حزب متشکل از مقدمه‌ای با عنوان «برنامه عمومی» و ۱۱ فصل با ۵۳ ماده است.
فصول آن به قرار زیر است:
1. عضویت
2. نظام سازمانی حزب
3. سازمان‌های حزبی مرکزی
4. سازمان‌های حزبی محلی
5. سازمان‌های حزبی سطح یکم
6. مقامات حزب
7. دیسیپلین حزب
8. ارگان‌های حزب برای بازرسی انضباطی
9. گروه‌های اعضای اصلی حزب
10. رابطه بین حزب و اتحادیه جوانان کمونیست چین
11. نشان و پرچم حزب

اصل سازمانی که سیستم سیاسی جمهوری خلق چین را به حرکت در می آورد سانترالیسم دموکراتیک است. در درون نظام، ویژگی دموکراتیک مستلزم مشارکت و ابراز عقیده درباره موضوعات کلیدی سیاست از سوی اعضا در تمام سطوح سازمان حزب است و این بستگی به روند مداوم مشاوره و تحقیق دارد. ویژگی تمرکزگرا ایجاب می‌کند که سطوح سازمانی زیردست از دستورات سطوح برتر پیروی کنند. هنگامی که بحث به بالاترین سطح رسید و تصمیمات مربوط به سیاست اتخاذ شد، همه اعضای حزب موظف به حمایت از کمیته مرکزی هستند.
اساسنامه حزب کمونیست چین بر نقش حزب در ترویج دموکراسی سوسیالیستی، توسعه و تقویت نظام حقوقی سوسیالیستی و در تحکیم عزم عمومی برای اجرای برنامه نوسازی تأکید می‌کند.